# Giancarlo Petrazzuolo
Giancarlo Petrazzuolo (* 7. August 1980) ist ein ehemaliger italienischer Tennisspieler.

## Karriere
Erste Turniere spielte Petrazzuolo 1999 auf der drittklassigen ITF Junior Tour. Sein erstes Finale dort konnte er im Doppel ein Jahr später erreichen, als er auch erstmals im Einzel und Doppel in die Top 1000 der Weltrangliste einstieg. 2002 gewann er den ersten Titel im Doppel, 2003 folgten zwei weitere. Neben fünf weiteren Titel im Doppel 2004 gewann er auch im Einzel den ersten Titel. Auf der höher dotierten ATP Challenger Tour zog der Italiener 2003 in Brindisi erstmals ins Halbfinale ein, wodurch er kurz in die Top 300 einzog, während er im Einzel Ende 2004 die Top 350 erreichte.
In den folgenden Jahren behielt er seine Position bei und gewann vor allem im Doppel weiter Future-Titel. 2005 und 2006 war er je dreimal siegreich, 2007 und 2008 gewann er je vier Doppeltitel. Im Einzel gewann er 2006 zwei Titel und in den folgenden zwei Jahren jeweils einen weiteren. Erfolg auf der Challenger Tour stellte sich lange nicht ein. Erst 2008 in Alessandria gelang ihm erstmals das Überstehen der ersten zwei Runden und damit der Einzug ins Viertelfinale. Im selben Jahr schaffte er selbiges auch in Istanbul und Genf. Den größten Erfolg im Einzel feierte Petrazzuolo beim Challenger in Ljubljana, als er mit Robin Haase den 101. der Weltrangliste besiegte anschließend erst im Finale von Ilija Bozoljac gestoppt wurde. Kurz darauf stieg er dadurch auf sein Karrierehoch von Rang 217 im Einzel. Er kam danach nie wieder über die zweite Runde hinaus. Im Jahr 2009 konnte er durch sein Ranking an der Qualifikation zu allen vier Grand-Slam-Turnieren teilnehmen, gewann aber nur ein Match. Im Doppel war er etwas erfolgreicher: 2006 stand er im Finale des Challengers in Rom, einen Monat später gewann er den Challenger in Reggio nell’Emilia. Zwei Jahre später zog er in Rom das dritte Mal in ein Finale ein. Am erfolgreichsten war er 2009, als er in Tanger, Meknès und Sanremo erst im Finale unterlag und im Oktober des Jahres den Titel in Orbetello gewann. Er stieg mit Platz 172 auf seinen Höchstwert im Doppel. Nach einer kurzen Spielpause Ende 2009 nahm er 2010 nochmal an Turnieren teil, bevor er im Juni 2010 sein letztes Profimatch bestritt. Er gewann in seiner Karriere 5 Einzel- und 22 Future-Titel sowie zwei Challenger-Titel im Doppel.

## Erfolge
| Legende (Anzahl der Siege) |
| Grand Slam                 |
| ATP Finals                 |
| ATP Tour Masters 1000      |
| ATP Tour 500               |
| ATP Tour 250               |
| ATP Challenger Tour (2)    |

### Doppel

#### Turniersiege
| Nr. | Datum          | Turnier            | Belag | Partner         | Finalgegner                         | Ergebnis          |
| --- | -------------- | ------------------ | ----- | --------------- | ----------------------------------- | ----------------- |
| 1.  | 9. Juli 2006   | Reggio nell’Emilia | Sand  | Fabio Colangelo | Giorgio Galimberti Alessandro Motti | 6:3, 6:4          |
| 2.  | 2. August 2009 | Orbetello          | Sand  | Paolo Lorenzi   | Alessio di Mauro Manuel Jorquera    | 7:65, 3:6, [10:6] |